# Karabin SWU
SWU (ros. Снайперская Винтовка Укороченная, СВУ – Snajperski Karabin Skrócony) – rosyjski samopowtarzalny karabin wyborowy zbudowany w układzie bullpup, skrócona wersja karabinu SWD.

## Historia
Karabin SWU powstał na przełomie lat 80. i 90. XX wieku. Według planów miał zastąpić SWD w wojskach powietrznodesantowych, jednak ostatecznie nie został przyjęty do uzbrojenia armii rosyjskiej. Zainteresowanie tą bronią wykazało MWD Federacji Rosyjskiej, które zakupiło pierwsze karabiny tego typu w 1993 roku. Pierwsza publiczna prezentacja tej broni miała miejsce rok później w 1994 roku. Jednocześnie z SWU powstała jego wersja automatyczna oznaczona jako SWU-A. Może ona strzelać seriami, a do jej zasilania stosowane są większe 20-, 30- i 40-nabojowe magazynki. Istnieje również wersja SWU-AS ze zintegrowanym dwójnogiem.
Karabiny SWU i SWU-A znajdują się na uzbrojeniu jednostek MWD i FSB.

## Opis
SWU jest bronią samopowtarzalną. Automatyka broni działa na zasadzie odprowadzania gazów prochowych, z krótkim skokiem tłoka gazowego. Zamek ryglowany przez obrót. Rękojeść przeładowania po prawej stronie broni, związana z suwadłem. Mechanizm spustowy umożliwia prowadzenie wyłącznie ognia pojedynczego. Skrzydełko bezpiecznika po prawej stronie komory zamkowej, za oknem wyrzutowym łusek, po prawej stronie znajduje się mniejsze skrzydełko bezpiecznika obsługiwane kciukiem ręki spoczywającej na chwycie. Przyrządy celownicze mechaniczne, składają się z muszki i celownika przeziernikowego (nastawy do 1300 m), podstawowym celownikiem jest celownik optyczny PSO-1.